# Куделичі
Куделичі (Куделіче, пол. Kudelicze) — село в Польщі, у гміні Мельник Сім'ятицького повіту Підляського воєводства.

## Історія
Вперше згадується 1616 року як двір млинаря і фолюшника Куделича.
У 1975—1998 роках село належало до Білостоцького воєводства.